# NGC 8
NGC 8は、ペガスス座の方角にある二重星系である。NGC 8は、NGC 9と連星になっているというのは誤認である。
二重星の内、白い方は10400 +4400
−2400 光年先にあり、黄色い方は21.5万光年先にある。